# Antoni Fitó i Baucells
Antoni Fitó i Baucells (Barcelona, 1969) és un advocat i empresari català, vicepresident primer de la Cambra de Comerç de Barcelona des del 2021, membre del Consolat de Mar i vicepresident del Tribunal Arbitral de Barcelona. Així mateix, és patró de Barcelona Capital Nàutica AC-24, entitat responsable de la 37a edició de la Copa Amèrica de Vela, que se celebrarà a Barcelona el 2024.
Fins al 2022 formà part del consell d'administració de l'empresa Semillas Fitó com a representant de la cinquena generació del negoci familiar. A juliol del 2023 era conseller de la filial Pere Quart, SL. A més a més, des del 2000 és soci fundador del despatx 453 Law Firm. El 2019 fou elegit vocal del ple de la Cambra de Comerç de Barcelona. Concorre amb la candidatura Eines de País a les eleccions al ple de l'entitat que se celebraran a la tardor del 2023.
El 2016 fou un dels ponents de la proposta de Constitució de Catalunya elaborada per Constituïm. El 2017 fou secretari de la sindicatura territorial de Barcelona ocupada de supervisar el desenvolupament del referèndum sobre la independència de Catalunya del 2017. Fou membre del patronat de la Fundació Bancària la Caixa des del juliol del 2020 fins al 2023.